# Ermita de la Divina Pastora de Teulada
L'ermita de la Divina Pastora és un temple religiós sota l'advocació mariana de la Verge de la Divina Pastora en la localitat de Teulada, a la Marina Alta, País Valencià.
Se situa al costat de l'església parroquial de Santa Caterina, emmarcada en una perspectiva urbana de gran bellesa des del carrer de Dalt.
L'advocació mariana d'aquesta ermita va tenir fins fa poc gran fervor popular a Teulada. Hi havia una confraria que s'encarregava de portar la imatge de la Santa en processó a la casa on hi havia un difunt i allà es cantaven unes pregàries. Aquesta confraria també es feia càrrec de celebrar una festa anualment en honor de la Divina Pastora amb les almoines que havien rebut al llarg de l'any.
No es tenen dades documentals que ens donen a conèixer l'època de la construcció de l'ermita, però sí que sabem que va ser renovada l'any 1861 i que en la dècada dels anys 1870 va ser col·locada la campana en l'espadanya. Té una cúpula coberta amb teules vidriades de color verd.
En primer lloc cal destacar l'existència de dos estils: la portada, renaixentista i la resta de l'ermita, barroca. La portada, per la seua simplicitat i manca de decoració exuberant, s'allunya del primer Renaixement, aproximant-se a les característiques del segle xvii, a més, l'existència de rosetes en les metopes, solució utilitzada també en les esglésies parroquials d'Aiora i Albaida i en la Col·legiata de Xàtiva, totes elles construïdes en el primer terç del segle xvii, ens permet datar, amb les naturals reserves, en aquest període. La resta de l'ermita entra dins de l'arquitectura del segle xviii, si bé amb un llenguatge i materials més pobres. La pintura interior ha de ser de 1861, any en el qual es va restaurar l'ermita.